# 科比利尼亞
49°17′39″N 28°45′14″E / 49.29417°N 28.75389°E
科比利尼亞（烏克蘭語：Кобильня），是烏克蘭的村落，位於該國西南部文尼察州，由文尼察區負責管轄，面積1.28平方公里，海拔高度253米，2001年人口317，人口密度每平方公里248.04人。

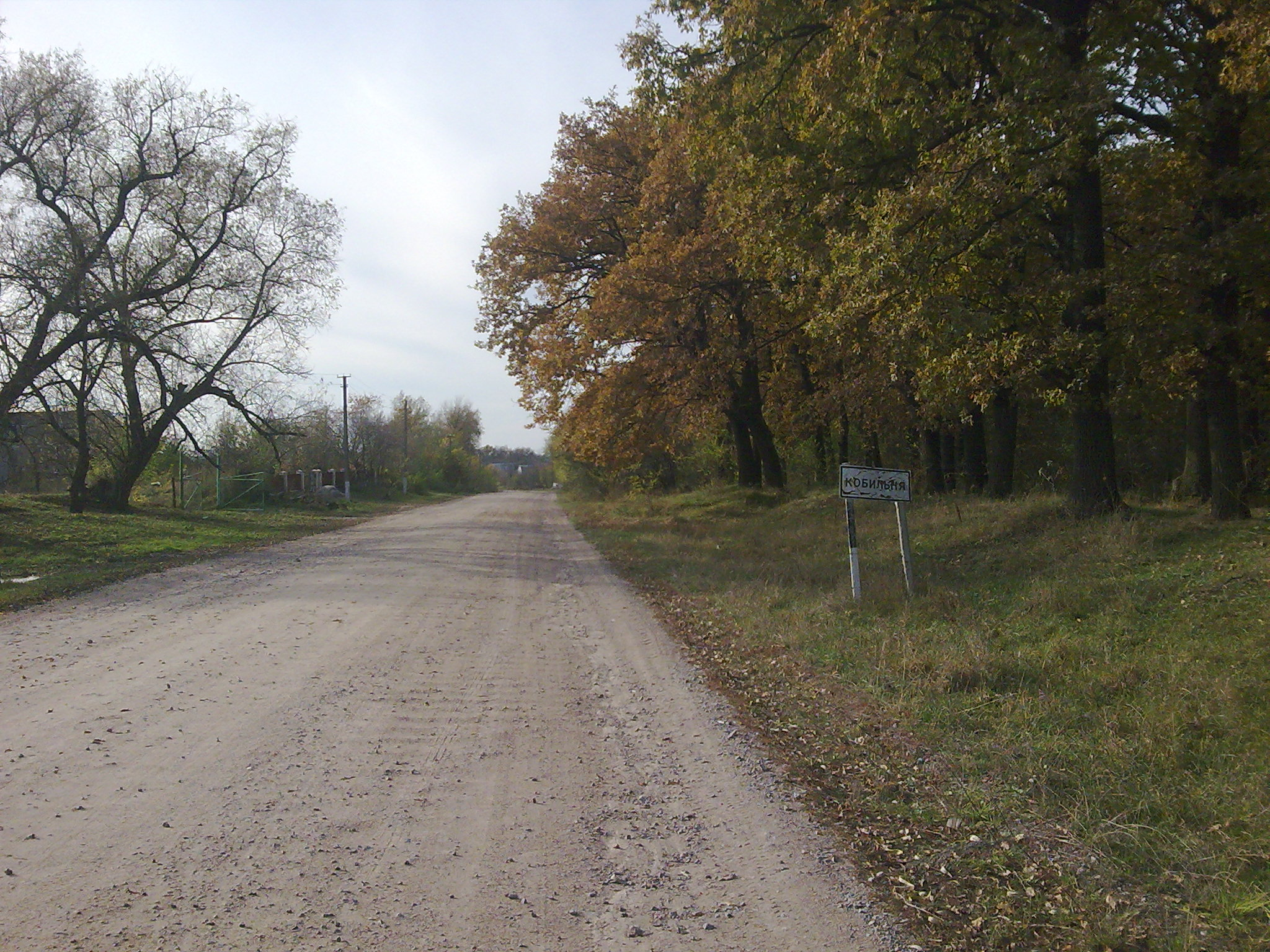
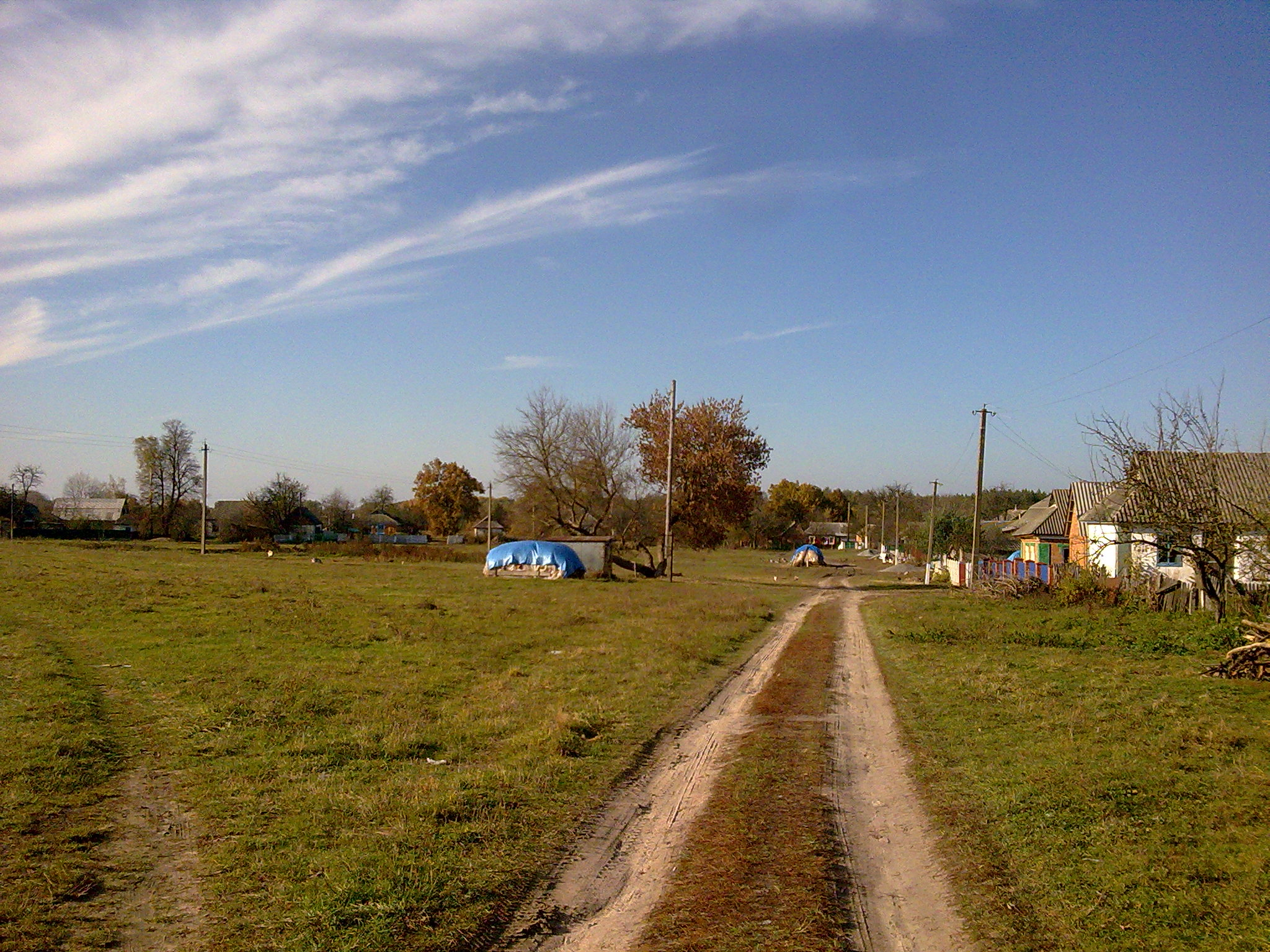
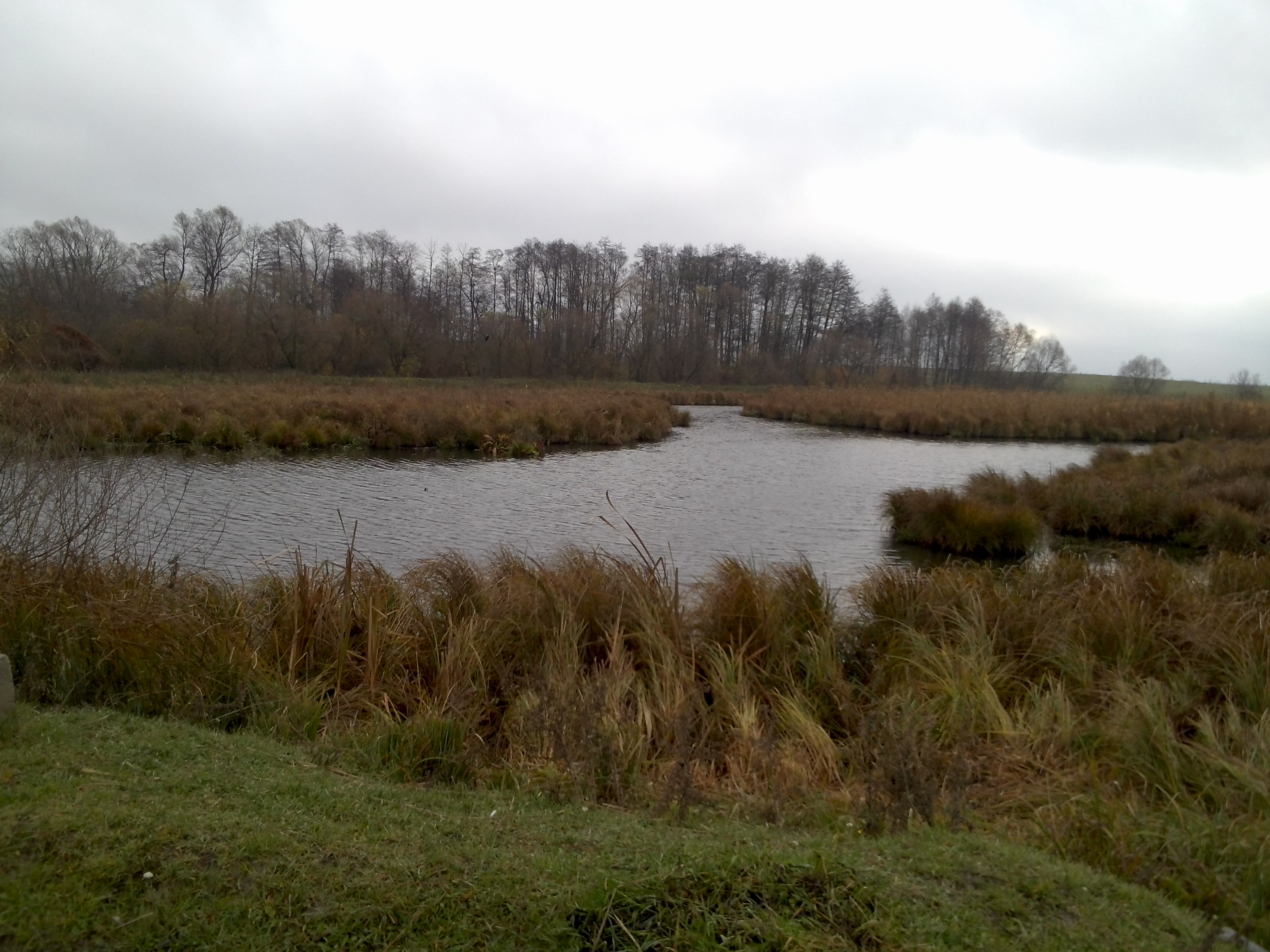
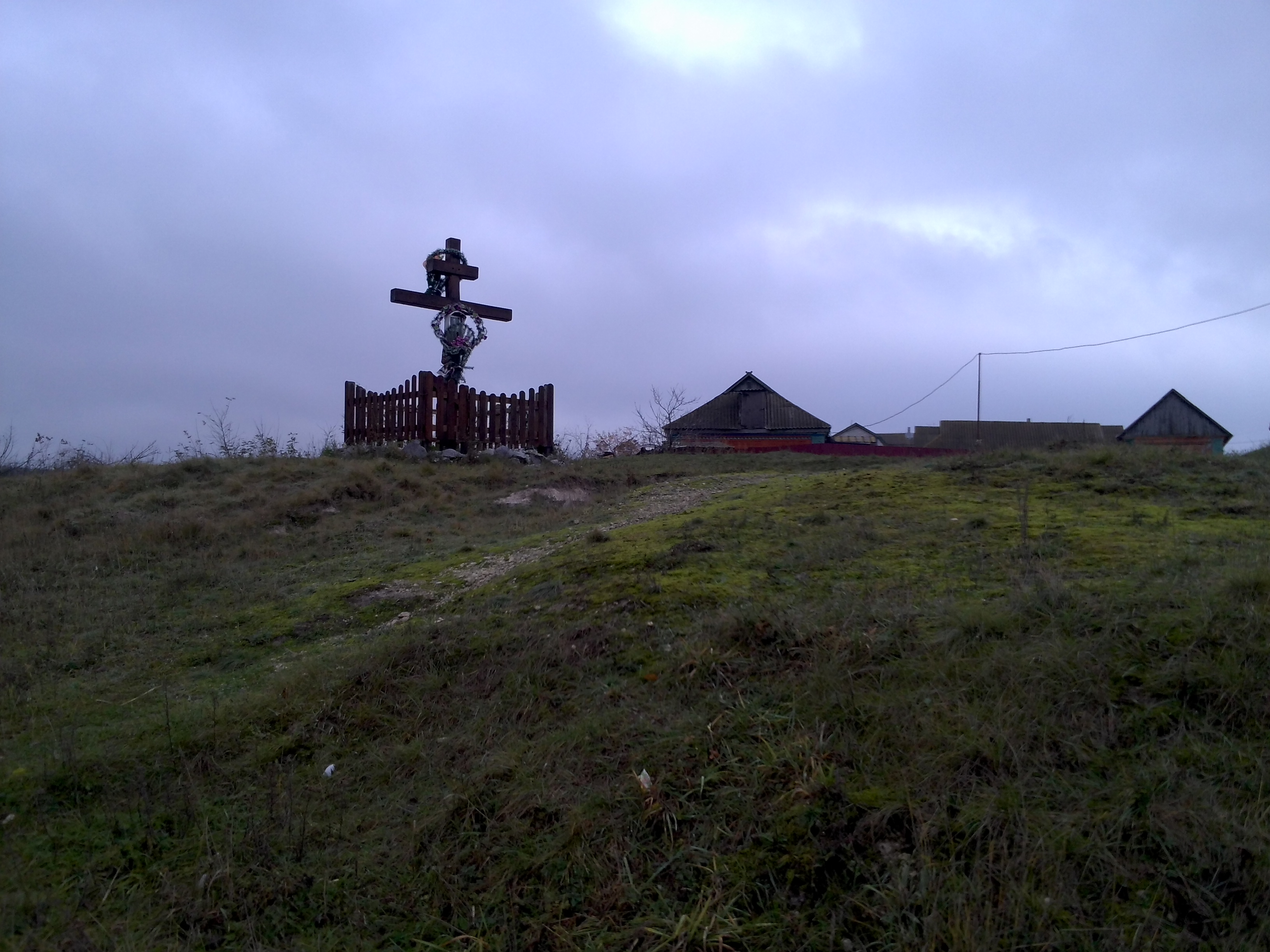
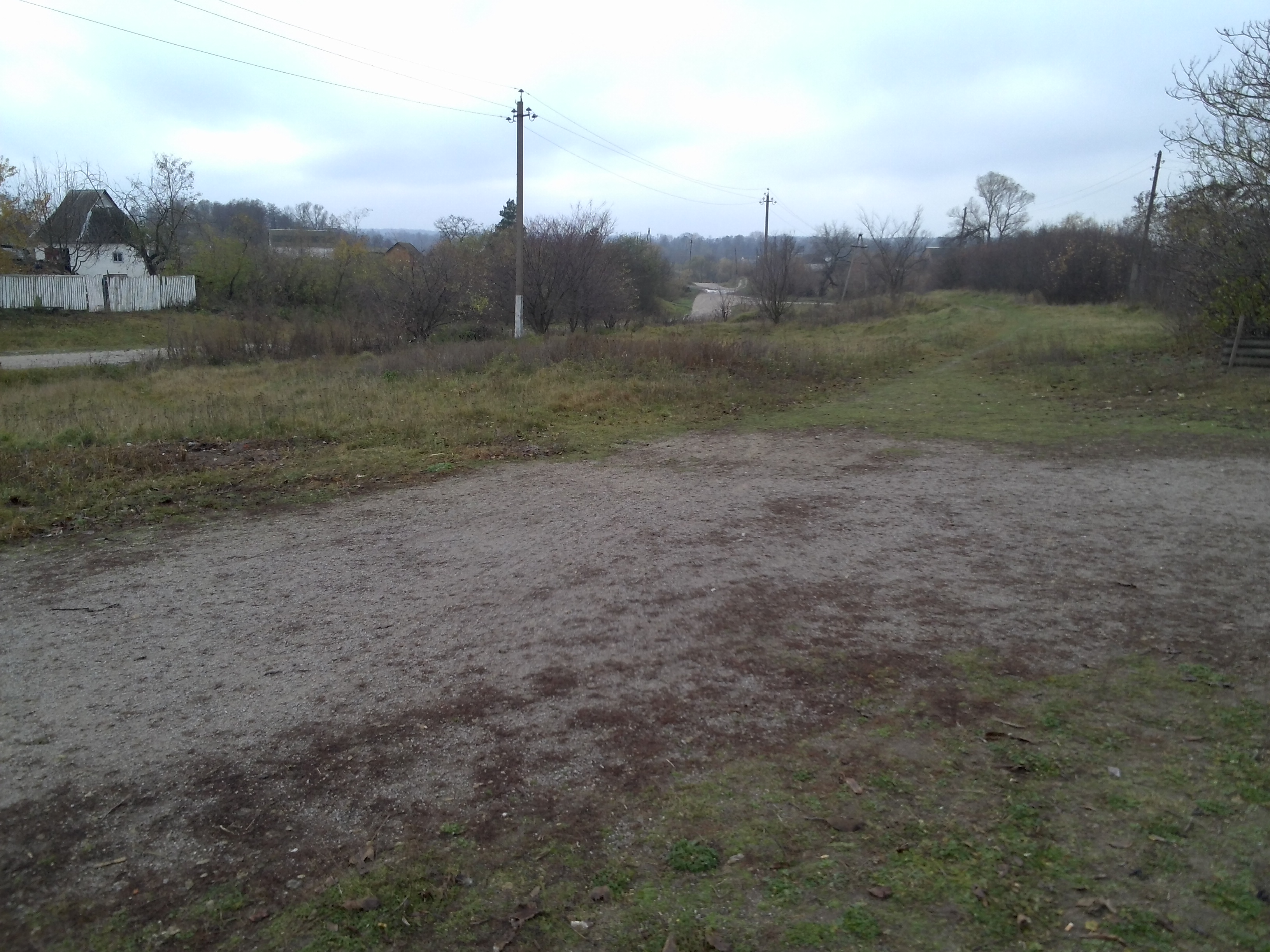
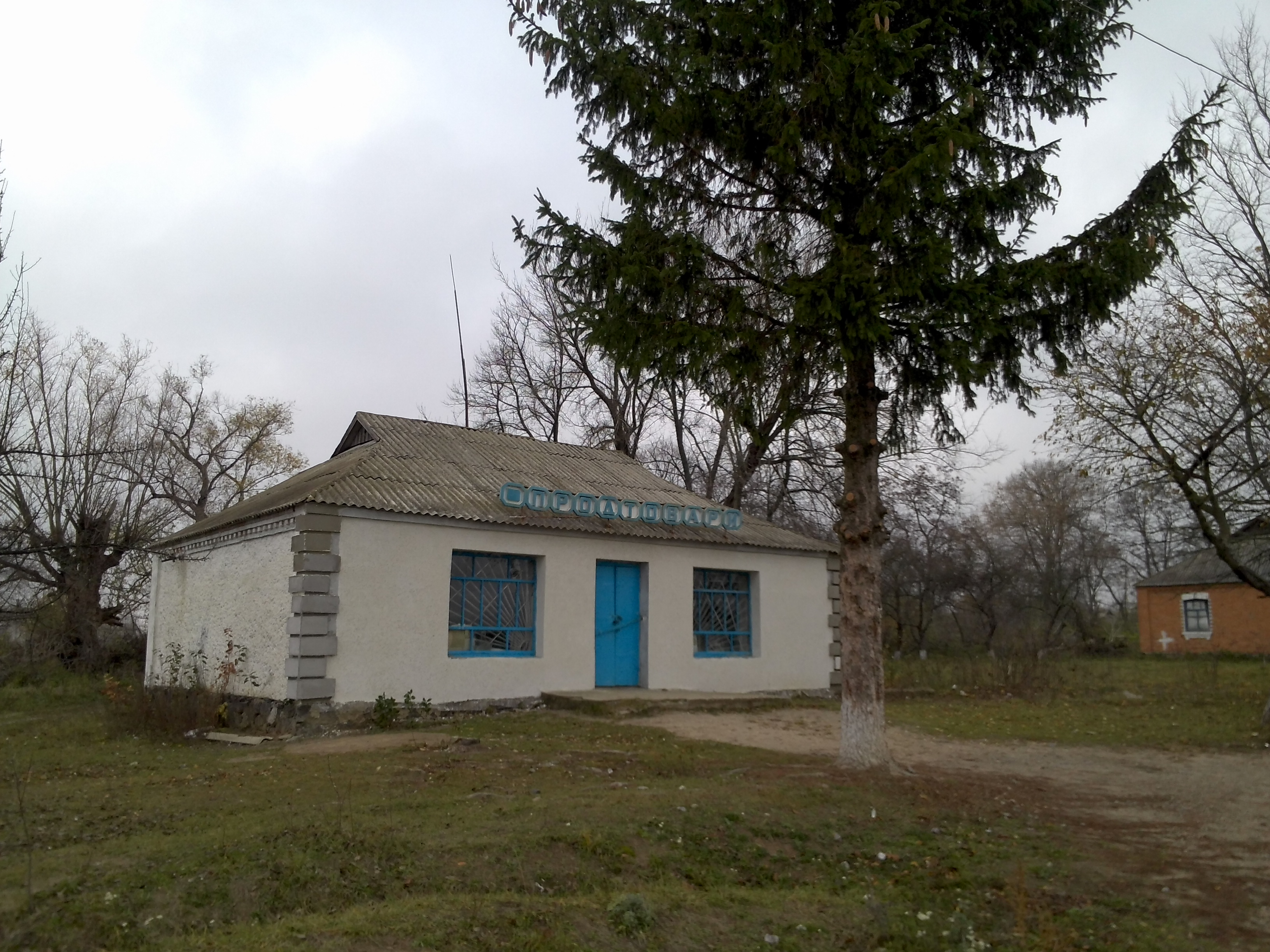
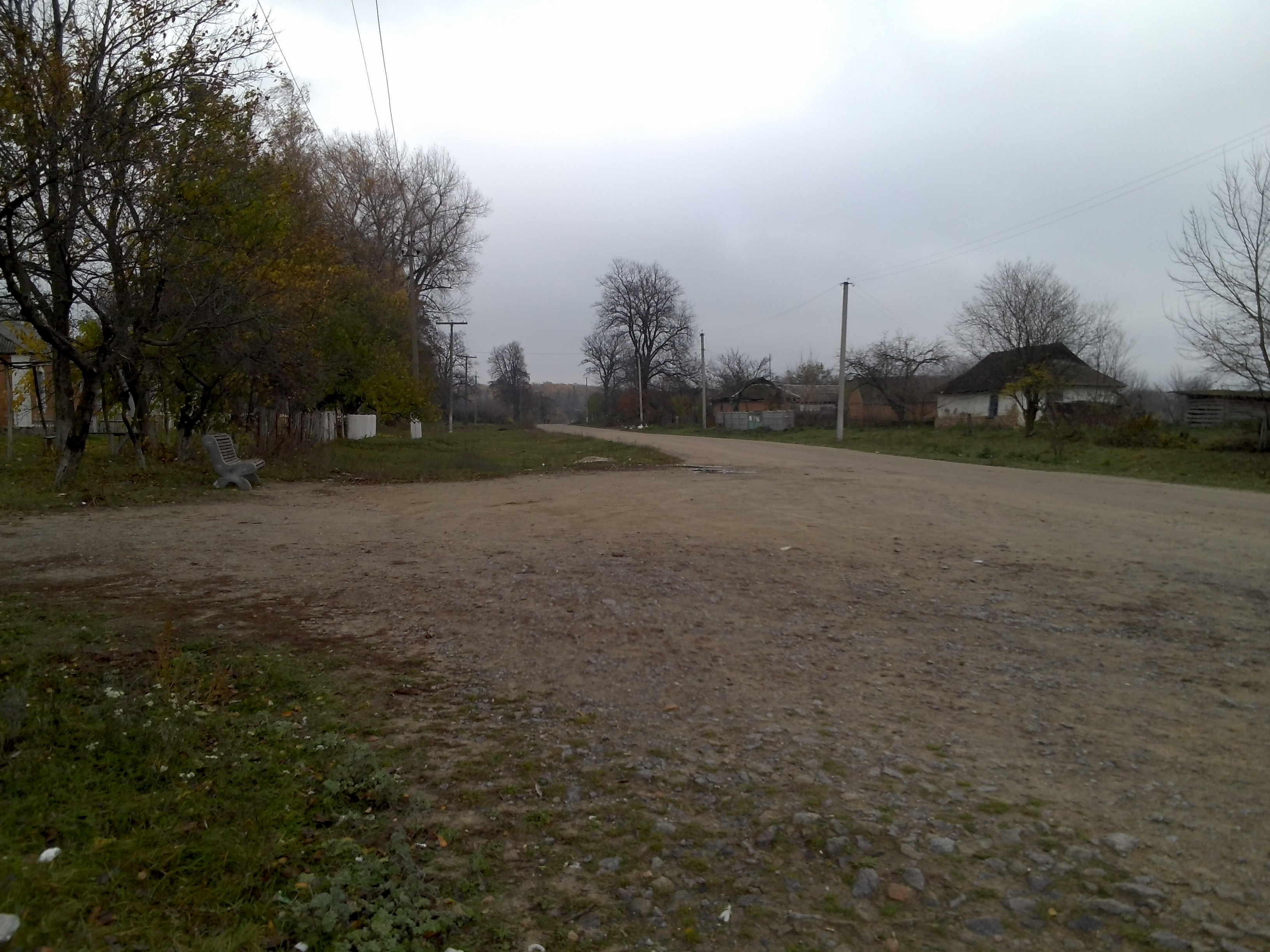